# Françoise Lasserre
Pour les articles homonymes, voir Lasserre.
Françoise Lasserre (née le 7 avril 1955) est une cheffe d'orchestre française, directrice artistique de l'ensemble Akadêmia depuis 1986.

## Biographie

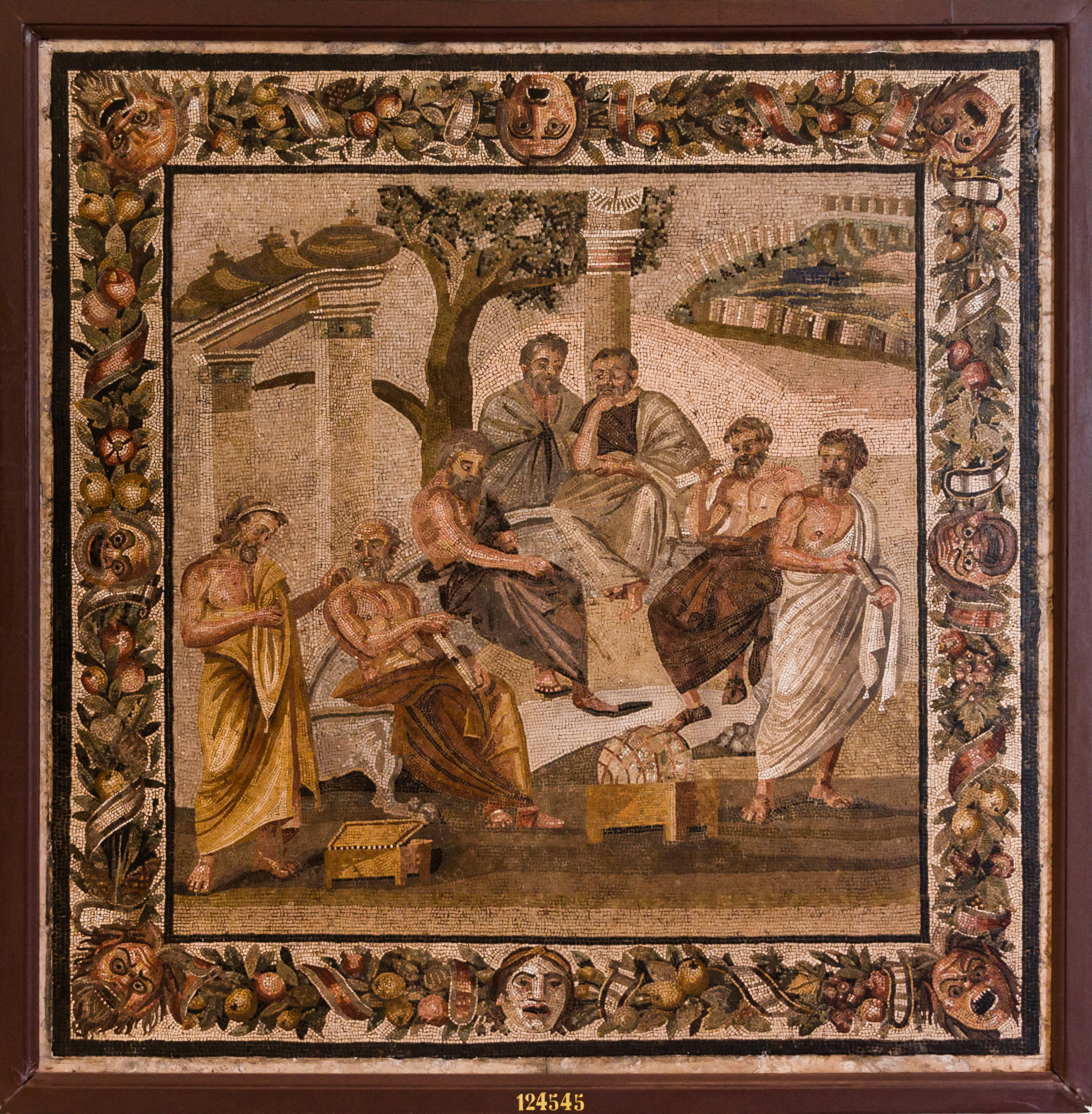
L'Académie de Platon (mosaïque romaine trouvée à Pompéi).

Après une licence de mathématiques, Françoise Lasserre complète sa formation de flûtiste, étudie le piano, le chant choral, l'harmonie, l’écriture et la direction d'orchestre à l’École normale de musique dans la classe de Pierre Dervaux. Elle travaille au tournant des années 1980, sous la direction de Philippe Herreweghe au sein de La Chapelle royale et du Collegium Vocale Gent, puis, en tant que choriste avec Michel Corboz.
D'abord « Ensemble vocal régional de Champagne-Ardenne », en résidence à Reims, le projet de l'ensemble naît grâce au soutien du Conseil régional et à Bernard Stasi, se professionnalise dix ans plus tard devenant Akadêmia avec les instrumentistes et en référence à l'Académie platonicienne et à l'Accademia italienne de la Renaissance. L'ensemble se voit récompensé par le 1er prix du concours Palestrina, en 1994. Elle est invitée à diriger d'autres ensembles, notamment  l’Ensemble Vocal Maurice Emmanuel, le chœur du Festival de la Chaise Dieu et l’Ensemble Vocal Vauluisant et enseigne la direction de chœur pendant deux ans, au Conservatoire à rayonnement régional de Poitiers.
En 2012, elle prépare un opéra, Orfeo, par-delà le Gange, en Inde avec une danseuse Odissi, des musiciens hindoustanie, de jeune chanteur indiens. L'œuvre est créée à Delhi et à Paris en 2013 et en tournée jusqu'en 2016.
En 2014, elle effectue une tournée aux États-Unis, en Russie et au Royaume-Uni.
Elle est instigatrice d'un concours de chant en août 2018, Voices of India.